# Sydie Peck
Pour les articles homonymes, voir Peck.
Sydie Frederick Peck, né le 13 septembre 2004 à Enfield dans le Grand Londres, est un footballeur anglais qui évolue au poste de milieu de terrain à Sheffield United.

## Biographie

### Carrière en club
Peck est formé à Arsenal avant de rejoindre le centre de formation de Sheffield United en juillet 2021. En novembre 2022, il est prêté à court terme à Oldham Athletic, en National League. Après un début remarqué où il dispute tous les matchs possibles avec Oldham, il prolonge son prêt d’un mois supplémentaire le 9 janvier 2023. Toutefois, le 30 janvier 2023, Sheffield United, son club d’origine, le rappelle après neuf apparitions sous le maillot d’Oldham.
Peck fait finalement ses débuts officiels avec Sheffield United le 9 décembre 2023, entrant en cours de jeu lors d’une victoire 1-0 en Premier League contre Brentford.

### En sélection
En 2022, Peck est appelé avec l'équipe d'Angleterre des moins de 17 ans avec qui il joue deux matchs, puis avec l'équipe du Pays de Galles des moins de 18 ans avec qui il ne rentre pas en jeu.
Au mois de novembre 2024, désormais joueur régulier à Sheffield, il est appelé avec l'Angleterre des moins de 20 ans. Il marque un but lors de son premier match, contre l'Allemagne.

## Statistiques

### En club
| Saison                | Club                   | Championnat           | Championnat | Championnat | Championnat | Coupe nationale | Coupe nationale | Coupe nationale | Coupe de la Ligue | Coupe de la Ligue | Coupe de la Ligue | Total | Total | Total |
| Saison                | Club                   | Division              | M.          | B.          | P.d.        | M.              | B.              | P.d.            | M.                | B.                | P.d.              | M.    | B.    | P.d.  |
| 2022-2023             | Oldham Athletic (prêt) | National League       | 9           | 0           | 0           | 0               | 0               | 0               | -                 | -                 | -                 | 9     | 0     | 0     |
| 2023-2024             | Sheffield United       | Premier League        | 1           | 0           | 0           | 0               | 0               | 0               | 0                 | 0                 | 0                 | 1     | 0     | 0     |
| 2024-2025             | Sheffield United       | Championship          | 41          | 0           | 2           | 0               | 0               | 0               | 2                 | 0                 | 1                 | 43    | 0     | 3     |
| Sous-total            | Sous-total             | Sous-total            | 42          | 0           | 2           | 0               | 0               | 0               | 2                 | 0                 | 1                 | 44    | 0     | 3     |
| Total sur la carrière | Total sur la carrière  | Total sur la carrière | 51          | 0           | 2           | 0               | 0               | 0               | 2                 | 0                 | 1                 | 53    | 0     | 3     |